# Niso hendersoni
Niso hendersoni is een slakkensoort uit de familie van de Eulimidae. De wetenschappelijke naam van de soort is voor het eerst geldig gepubliceerd in 1953 door Bartsch.